# Paradentalium gouldii
Paradentalium gouldii es una especie de molusco escafópodo de la familia Dentaliidae.
Esta especie es endémica de las aguas de Nueva Zelanda.